# Jonathan Tuffey
Jonathan Tuffey est un footballeur nord-irlandais, né le 20 janvier 1987 à Banbridge en Irlande du Nord. Il évolue actuellement au Crusaders FC comme gardien de but.

## Biographie
Jonny Tuffey a longtemps hésité dans ses débuts à évoluer au poste de gardien. En effet, dans son club d'enfance l'entraineur l'avait maintes fois remarqué pour ses talents d'attaquant. Son principal atout étant la précision de ses frappes, et sa remarquable capacité à se démarquer et faire des appels, souvent décisifs. Cependant, c'est en évoluant pendant son adolescence qu'il découvrit ses qualités de gardien, et qu'il parvint à s'épanouir avec succès à ce poste.

## Palmarès
- Coupe d'Irlande du Nord :
  - Vainqueur : 2016.